# Perclorato de lítio
Perclorato de lítio é o composto químico com o fórmula LiClO4. Este sal cristalino branco é notável por sua alta solubilidade em muitos solventes. Existe tanto na forma anidra como na forma triidrata.

## Segurança
Percloratos frequentemente formam misturas explosivas com compostos orgânicos.